# Ковервил ан Румоа
Ковервил ан Румоа (фр. Cauverville-en-Roumois) насеље је и општина у северној Француској у региону Горња Нормандија, у департману Ер која припада префектури Берне.
По подацима из 2011. године у општини је живело 220 становника, а густина насељености је износила 67,9 становника/km². Општина се простире на површини од 3,24 km². Налази се на средњој надморској висини од 133 метара (максималној 137 m, а минималној 100 m).

## Демографија
| 1962. | 1968. | 1975. | 1982. | 1990. | 1999. | 2011. |
| ----- | ----- | ----- | ----- | ----- | ----- | ----- |
| 98    | 101   | 107   | 119   | 132   | 171   | 220   |

График промене броја становника у току последњих година